# Gerrit Jansen (voetballer)
Gerrit (Gert) Jansen (15 augustus 1927 – 13 oktober 2005) was een Nederlandse profvoetballer. Hij kwam in het seizoen 1954/1955 uit voor De Graafschap in het eerste seizoen van het betaald voetbal, nadat hij samen met onder andere zijn broer Epi, international Wim Hendriks, Gerrit Kluin en Karel Weijand werd overgenomen van Vitesse. Jansen scoorde in de eerste speelronde de gelijkmaker en daarmee de eerste goal in een officiële wedstrijd voor De Graafschap tegen Sportclub Venlo '54. Na het seizoen 1957/1958 vertrok hij.

## Carrièrestatistieken
| Seizoen         | Club            | Land            | Competitie        | Competitie | Competitie | Beker | Beker | Internationaal | Internationaal | Overig | Overig | Totaal | Totaal |
| Seizoen         | Club            | Land            | Competitie        | Wed.       | Dlp.       | Wed.  | Dlp.  | Wed.           | Dlp.           | Wed.   | Dlp.   | Wed.   | Dlp.   |
| --------------- | --------------- | --------------- | ----------------- | ---------- | ---------- | ----- | ----- | -------------- | -------------- | ------ | ------ | ------ | ------ |
| 1954/55         | De Graafschap   | Nederland       | NBVB (Afgebroken) | –          | 3          | –     | –     | –              | –              | 0      | 0      | –      | 3      |
| 1954/55         | De Graafschap   | Nederland       | Eerste klasse D   | –          | 0          | –     | –     | –              | –              | 0      | 0      | –      | 0      |
| 1955/56         | De Graafschap   | Nederland       | Hoofdklasse B     | –          | 0          | –     | –     | –              | –              | 0      | 0      | –      | 0      |
| 1956/57         | De Graafschap   | Nederland       | Eerste divisie A  | –          | –          | –     | 0     | –              | –              | 0      | 0      | –      | –      |
| 1957/58         | De Graafschap   | Nederland       | Eerste divisie A  | –          | –          | –     | 0     | –              | –              | 0      | 0      | –      | –      |
| Carrière totaal | Carrière totaal | Carrière totaal | Carrière totaal   | –          | –          | –     | 0     | 0              | 0              | 0      | 0      | –      | –      |